# 玉桂狗
大耳狗，又名玉桂狗、喜拿、肉桂狗，是三麗鷗一隻藍眼白膚色的狗造型男性卡通形象。於2001年5月23日面世。生日為2002年3月6日，設計師為奧村心雪，也是許願兔（Wish me mell）和寶石寵物（Jewlpet）設計師。

## 起源
從遙遠天空的白雲上出生的男性白色小狗。因為有著像肉桂捲一般捲捲的尾巴，所以被取名為「大耳狗喜拿」。
有一天，大耳狗喜拿碰巧在Café Cinnamon咖啡廳被工作的大姊姊發現，從此開始住在一起生活。現在是店裡的狗。特技是用大大的耳朵在空中飛翔。他的個性很乖巧，非常喜歡與人相處，有時甚至會趴在客人的膝蓋上睡覺。

## 資料
- 名稱: Cinnamoroll（日語：シナモロール）（大耳狗）
- 生日: 2002/3/6
- 物種：狗
- 生肖: 馬
- 性別: 男
- 星座：雙魚座
- 出生地：遙遠天空的白雲上
- 居住地：Café Cinnamon咖啡廳
- 興趣：在咖啡廳上的陽台睡午覺
- 專長：用大耳朵飛翔
- 性格：乖巧、沉靜、喜歡與人相處
- 最喜歡食物：Café Cinnamon的肉桂捲

## 大耳狗的家人和朋友
- 波隆（Poron，ポロン）：藍眼粉色皮毛、頭上戴藍色蝴蝶結的狗女孩，大耳狗的姐姐
- 摩卡（Mocha，モカ）：雙耳戴著粉花的棕色狗女孩，生日2/20
- 戚風（Chiffon，シフォン）：黃皮膚棕色絨毛雙耳和尾巴的狗女孩，生日1/14
- 卡布奇諾（Cappuccino，カプチーノ）：棕皮膚（嘴巴部分區域皮膚有一塊白）的狗男孩，生日6/27，也是可可&堅果的哥哥
- 咖啡（Espresso，エスプレッソ）：擁有捲曲雙耳的黃狗男孩，生日12/4，也是Cherry的暗戀對象
- 可可&堅果（Coco&Nuts，ココ&ナッツ）：戴著圍巾的雙胞胎黃狗男孩，戴紅圍巾的是哥哥可可（Coco），藍圍巾的是弟弟堅果（Nuts），生日7/25，也是卡布奇諾的弟弟
- 牛奶（Milk，みるく）：白狗男寶寶，一直幻想著能像大耳狗一樣在空中飛，生日2/4
- 紅豆（Azuki）：黃皮膚粉色耳朵的狗女孩，生日9/25
- Cornet（コルネ）：藍皮膚和眼睛粉色頭毛和尾巴的獨角獸男孩，大耳狗和波隆的坐騎，可以穿越時空
- 小惡魔（lloromannic）：住在一棟廢棄的哥德式豪宅的小惡魔雙人組，分別叫Cherry&Berry，Cherry是頭上有黑翅膀的粉色小惡魔女孩，惡魔型態時翅膀張開、眼睛變紅以及牙齒變獠牙，生日9/9，她的暗戀對象是咖啡，Berry則是頭上有兩根角的灰色小惡魔男孩，惡魔型態時有骷髏翅膀、角會長高、變聲、牙齒變獠牙以及眼睛變黃，生日6/6
- 酷洛米（Kuromi）：戴著有粉色骷髏的黑色或紫色頭巾的惡魔形兔女孩，生日10/31
- 美樂蒂（My Melody）：戴著粉色或紅色頭巾的、通常有戴蝴蝶結或白花當頭飾（有時沒戴）的兔女孩，生日1/18
- 布丁狗（Pompompurin）：戴著棕色貝雷帽的黃金獵犬男孩，生日4/16
- 凱蒂貓/吉蒂貓（Hello Kitty）：戴著紅色或粉色蝴蝶結（凱蒂貓有時戴花）的白貓形人類女孩，生日11/1
- 帕恰狗（Pochacco）：黑耳朵白膚色的狗男孩，生日2/29
- 酷企鵝（Badtz Maru）：黃嘴巴黑皮膚的企鵝男孩，生日4/1
- 大眼蛙/可洛比（Keroppi）：綠蛙男孩，生日7/10
- 巧克貓（Chococat）：戴著項圈、有著黃耳廓的黑貓男孩，生日5/10
- 熊先生（くまさん）：大耳狗非常喜歡的小熊抱枕

## 其他
官方推特帳號曾經在2015年3月遭到群體性語言攻擊（原因是有些人認為無論怎樣玉桂狗都不會生氣），曾被日本媒體看做是網路霸凌的一個例子，後來三麗鷗方面就以借助戚風的口出面進行解決。
於2017年2月13日被任命為東京都品川區的觀光大使。
三麗鷗官方發行的月刊報紙《草莓新聞》最先在2002年6月發佈了有關於他的消息。
其在第32屆（2017年）、第33屆（2018年）及2020~2024年三麗鷗吉祥物大賞中都獲得第一名

。（惟2019年為亞軍）在2025年三麗鷗吉祥物大賞中獲得第二名。
2008年，在香港三麗鷗數碼公司以及Dream Cortex製作的三維空間電腦動畫《Hello Kitty愛漫遊》出鏡。
2021年，《凱蒂貓和她的朋友們》（英語：Hello Kitty and Friends Supercute Adventures）第2季首次出鏡，在《凱蒂貓和她的朋友們》大耳狗和酷洛米、美樂蒂、凱蒂貓、布丁狗、帕恰狗、酷企鵝、大眼蛙和巧克貓（Chococat）等多個三麗鷗角色是朋友，該動畫由巴西動畫工作室Split Studio製作。

## 外部連結
- シナモロール （页面存档备份，存于）（サンリオ公式サイト）
- シナモエンジェルス （页面存档备份，存于）（サンリオ公式サイト）
- ルロロマニック （页面存档备份，存于）（サンリオ公式サイト）
- ココとナッツ （页面存档备份，存于）（サンリオ公式サイト）※閉鎖
- シナモン【公式】的X（前Twitter）
- シナモロール 旧オフィシャルウェブサイト （页面存档备份，存于） ※閉鎖
- シナモエンジェルス，存于
- ルロロマニック，存于
- 「シナモン the Movie」&「ねずみ物語」，存于
- キャラ・パシャ！シナモロール　公式サイト （页面存档备份，存于）　(日本コロムビア)
- 新・みんなの塗り絵 サンリオキャラクターズ　公式サイト （页面存档备份，存于）（Collavier）
- シナモロール王国 （页面存档备份，存于）（シナモロール公式ファンクラブ）※閉鎖
- シナモロール スタッフブログ
- しながわ観光大使シナモロールの特設サイト （页面存档备份，存于）

1. ↑  https://x.com/cinnamon_sanrio/status/597899006623158273
2. ↑  . https://sanriocharacterranking.com/.   [2025-02-25] （中文（臺灣））.
3. ↑  . 第33次的 三麗鷗角色大賞.   [2025-02-25] （zh-cmn-Hant）.
4. ↑  . 2020 三麗鷗肖像大賞.   [2025-02-25].
5. ↑  . 2021 三麗鷗肖像大賞.   [2025-02-25].
6. ↑  . 2022 三麗鷗肖像大賞.   [2025-02-25].
7. ↑  . 2023 三麗鷗肖像大賞.   [2025-02-25].
8. ↑  . 2024 三麗鷗肖像大賞.   [2025-02-25].
9. ↑  . 第34屆 三麗鷗肖像大賞.   [2025-02-25] （zh-cmn-Hant）.
10. ↑  . 2025 三麗鷗肖像大賞.   [2025-06-29].